# Li Zhensheng
Li Zhensheng (en chino, 李振盛; pinyin, Lǐ Zhènshèng; 22 de septiembre de 1940 – 23 de junio de 2020) fue un fotoperiodista chino, conocido por las imágenes que registró de la Revolución Cultural.

## Biografía
Nació en la ciudad de Dalian, provincia de Liaoning, en aquel entonces dentro del territorio Kwantung que estaba bajo control japonés. Su madre murió cuando él tenía 3 años, así que fue criado por su padre, un granjero que le inculcó un interés por el cine. En 1963 fue contratado como fotógrafo por el diario de Heilongjiang. Al poco tiempo fue enviado a un campo de reeducación maoísta y en 1966 regresó a su trabajo como fotógrafo en la ciudad de Harbin antes de que comenzara la Revolución Cultural en el país.
Ocupando un brazalete de los Guardias rojos, pudo sacar fotografías sin ser hostigado por las autoridades. Registró diversas imágenes de aquella época, aunque durante esos años solo pudo publicar las que mostraban al régimen de manera positiva. Para proteger su trabajo, escondió los negativos de las fotografías comprometedoras bajo las tablas del piso de su casa. Comenzó a publicar algunas de estas fotografías en China a finales de los años 1980, cuando los habitantes del país estaban experimentando un mayor grado de libertad. Durante los años siguientes publicó sus fotografías en algunos medios de comunicación occidentales, como la revista Time.
En 2003 publicó el libro Red-Color News Soldier, que reúne las fotografías que sacó durante la Revolución Cultural. El título es una traducción del mensaje que aparecía escrito en su brazalete de fotógrafo. En 2013 Li Zhensheng recibió el premio Lucie en la categoría de fotografía documental.
Falleció el 23 de junio de 2020 debido a una hemorragia cerebral en Long Island, a los 79 años.